# Dicranomyia tipulipes
Dicranomyia tipulipes là một loài ruồi trong họ Limoniidae. Chúng phân bố ở Afrotropisch và miền Ấn Độ - Mã Lai.